# Christmaseiland
Christmaseiland of Kersteiland (Engels: Christmas Island of Territory of Christmas Island; Maleis: Wilayah Pulau Krismas) is een eiland in de Indische Oceaan 350 km ten zuiden van Java. Anno 2021 woonden er 1.692 mensen, van wie de grote meerderheid van Chinese afkomst was.

## Politiek
Het eiland behoort tot het land Australië en sinds 1 juli 1992 zijn op Christmaseiland de wetten van de deelstaat West-Australië van kracht. Het lokale bestuur berust bij de Shire of Christmas Island.

## Geschiedenis
Kapitein William Mynors van de Royal Mary, een schip van de Britse Oost-Indische Compagnie, gaf het eiland zijn naam toen hij er langs zeilde op kerstdag 1643. Het eiland stond op Engelse en Nederlandse zeekaarten sinds het begin van de zeventiende eeuw, maar niet eerder dan in 1666 werd een kaart gepubliceerd door de Nederlandse cartograaf Pieter Goos waarop het eiland met een naam vermeld stond. Goos schreef er de naam "Mony" bij; de betekenis en herkomst hiervan zijn onduidelijk.
Bij de eerste bezoekers van het eiland was de Engelse piraat en ontdekkingsreiziger William Dampier, aan boord van de Engelse kaper Cygnet, die hier op verkenning ging in maart 1688. Dampier deed hiervan verslag in zijn boek Voyages. Hij trof het eiland onbewoond aan. Dampier was onderweg van de Cocoseilanden naar Nieuw-Holland (het tegenwoordige Australië). Zijn schip was van koers geraakt in oostelijke richting en hij bereikte 28 dagen na vertrek Christmaseiland. Twee van zijn bemanningsleden waren de eerste westerlingen die voet zetten op Christmaseiland.
De volgende bezoeker was kapitein Daniel Beeckman, die dit beschreef in zijn boek A Voyage to and from the Islands of Borneo in the East-Indies uit 1718.
De eerste poging om het eiland te verkennen was in 1857 door de bemanning van het schip Amethyst. Zij probeerden het hoogste punt van het eiland te bereiken, maar vonden geen landingsplaats vanwege de hoge klippen.
Bij de oceanografische Challenger-expeditie van 1872 tot 1877 verzamelde John Murray op dit eiland mineralen. In 1887 vond kapitein-ter-zee John Maclear van het Britse marineschip HMS Flying Fish een ankerplaats in de baai, die hij naar zijn schip Flying Fish Cove noemde. Hij ging met een groep aan land en verzamelde een kleine maar interessante verzameling van flora en fauna. Het jaar erop bezocht kapitein-ter-zee Pelham Aldrich van het Britse marineschip HMS Egeria het eiland 10 dagen met bioloog Joseph Jackson Lister, die een grotere verzameling biologische en mineralogische specimens aanlegde. De stenen werden aan John Murruy voor onderzoek gegeven. Ontdekt werd dat vele daarvan bijna geheel bestonden uit puur calciumpyrofosfaat. Deze ontdekking leidde ertoe dat het eiland op 6 juni 1888 door de Britten werd geannexeerd.
Spoedig daarop werd een kleine nederzetting gevestigd in de Flying Fish Cove door G. Clunies Ross, die tevens eigenaar was van de Cocoseilanden (ongeveer 900 kilometer ten zuidwesten), om timmerhout en andere grondstoffen te halen voor de groeiende industrie op dat laatste eiland.
De fosfaatwinning begon in de jaren 90 van de negentiende eeuw met koelies als contractarbeiders afkomstig uit Singapore, Maleisië en China. John Davis Murray, een net aan de Purdue-universiteit afgestudeerde ingenieur, werd hiervan voor de Phosphate Mining and Shipping Company opzichter. Zijn bijnaam werd "King of Christmas Island". In 1910 trouwde hij en vestigde hij zich in Londen.
Het eiland werd gezamenlijk bestuurd door afgevaardigden van de British Phosphate Commission en ambtenaren van het Britse ministerie van koloniën, de laatsten vanuit de Straits Settlements, later vanuit de kroonkolonie Singapore.
Tijdens de Tweede Wereldoorlog in Azië werd Christmaseiland op 31 maart 1942 bezet door Japan. Meer dan 60% van de eilandbevolking werd afgevoerd naar gevangenkampen bij Soerabaja. Het duurde tot oktober 1945 voor HMS Rother het eiland bevrijdde.
In 1957 werd Christmaseiland aan Australië overgedragen.

## Bevolking
In 2009 woonden er naar schatting 1402 mensen op het eiland. Het Australian Bureau of Statistics rapporteerde een populatie van 1508 in 2001.
De etnische samenstelling bestaat uit 70% overzeese Chinezen (grotendeels Kantoneessprekend), 20% Europeanen en 10% Maleisiërs. Godsdiensten op het eiland zijn het boeddhisme (75%), christendom (12%), islam (10%) en andere (3%). Engels is de officiële taal, maar er wordt ook Kantonees en Maleis gesproken. Engels en Kantonees zijn de lingua franca.

## Vluchtelingenkamp
Vanaf eind jaren 1980 en vooral in de jaren 1990 kwamen illegale immigranten op kleine bootjes van het eiland Java naar het eiland en werden daar opgevangen. Tussen 2001 en 2007 gold een regeringsbesluit dat immigranten die het eiland bereikten, geen toestemming kregen om een asielprocedure te starten. Ze werden overgebracht naar andere centra op eilanden buiten Australië zoals Manus. Na 2007 werd dit besluit weer ingetrokken en kregen vluchtelingen beperkte gelegenheid om een asielaanvraag te doen en werd er een Immigration Detention Centre ingesteld. In 2013 raakte het eiland overvol met immigranten en waren er ongelukken met bootjes die schipbreuk leden. Op het hoogtepunt waren er bijna 3000 vluchtelingen, meer dan twee keer het aantal vaste bewoners. De geplande capaciteit om mensen in het centrum te huisvesten was 800 plaatsen. Op 30 september 2018 werd het detentiecentrum opgeheven en werden de bewoners overgebracht naar centra op het vasteland van Australië.

## Fauna
Het eiland is vooral bekend door de grote hoeveelheid rode krabben (Gecarcoidea natalis) die er leven. De jaarlijkse trek van deze krabben is in vele natuurdocumentaires vastgelegd. Er komt of kwam een aantal endemische zoogdieren voor: de ratten Rattus nativitatis en Rattus macleari en de spitsmuis Crocidura trichura verder endemische ondersoorten van de vleermuizen Pteropus melanotus en Pipistrellus tenuis. Er zijn ook endemische vogelsoorten waaronder de Christmas-Islandbrilvogel ( Zosterops natalis), de Christmas-Islandvalkuil (Ninox natalis) en de Witbuikfregatvogel (Fregata andrewsi).

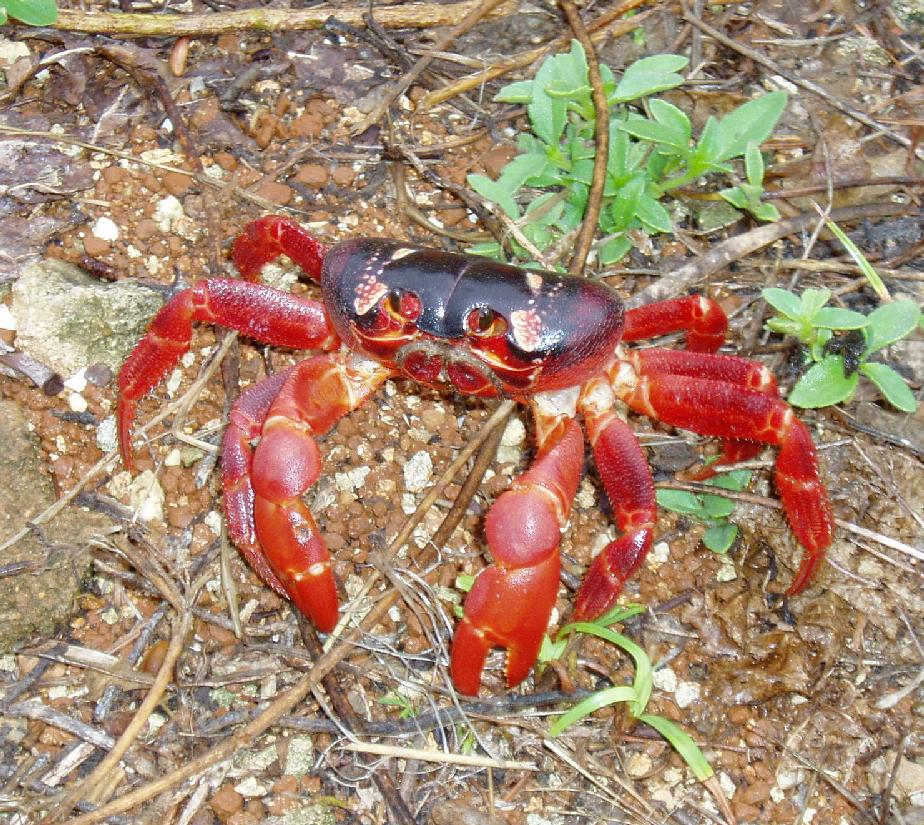
Gecarcoidea natalis
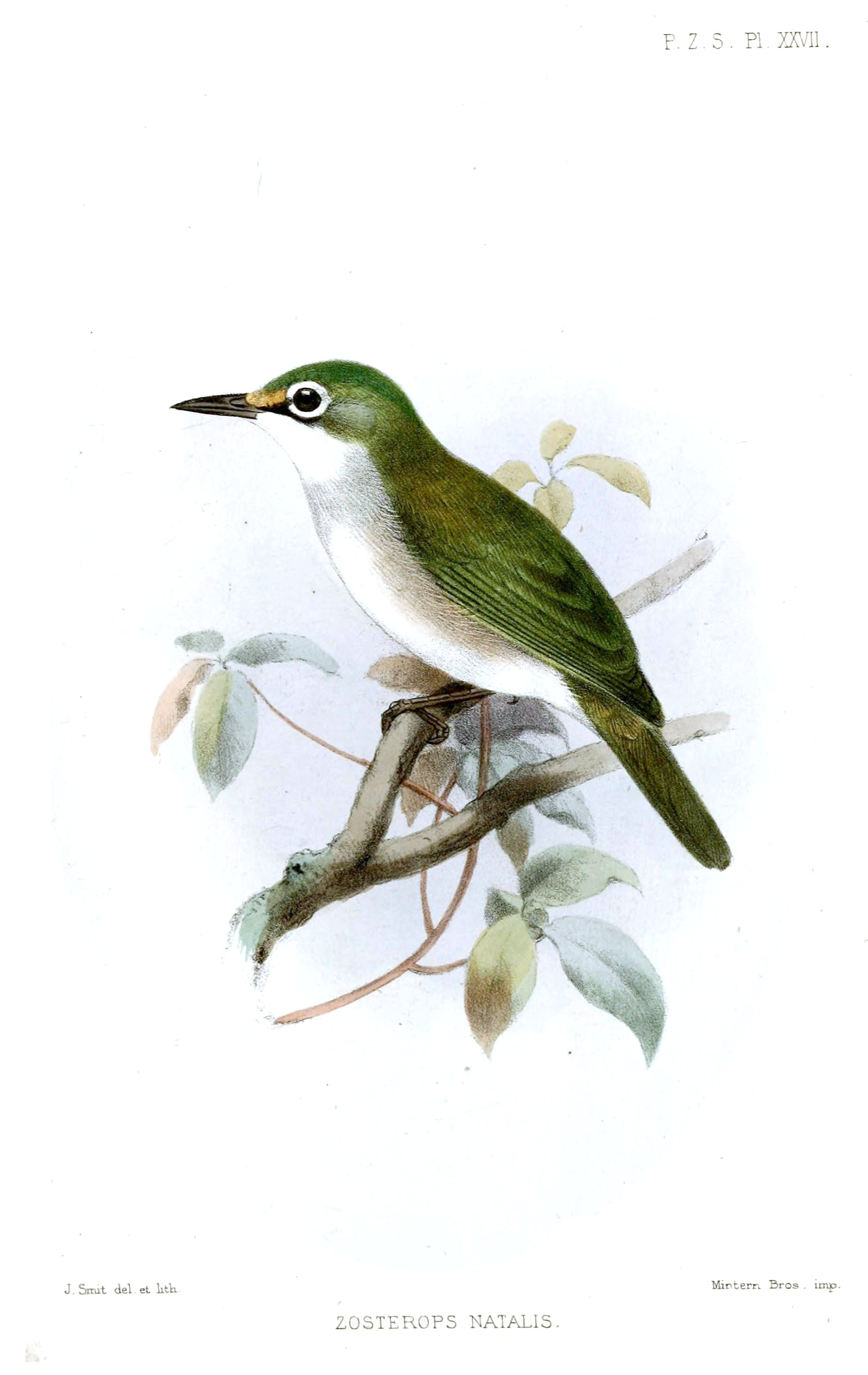
Christmas-Islandbrilvogel
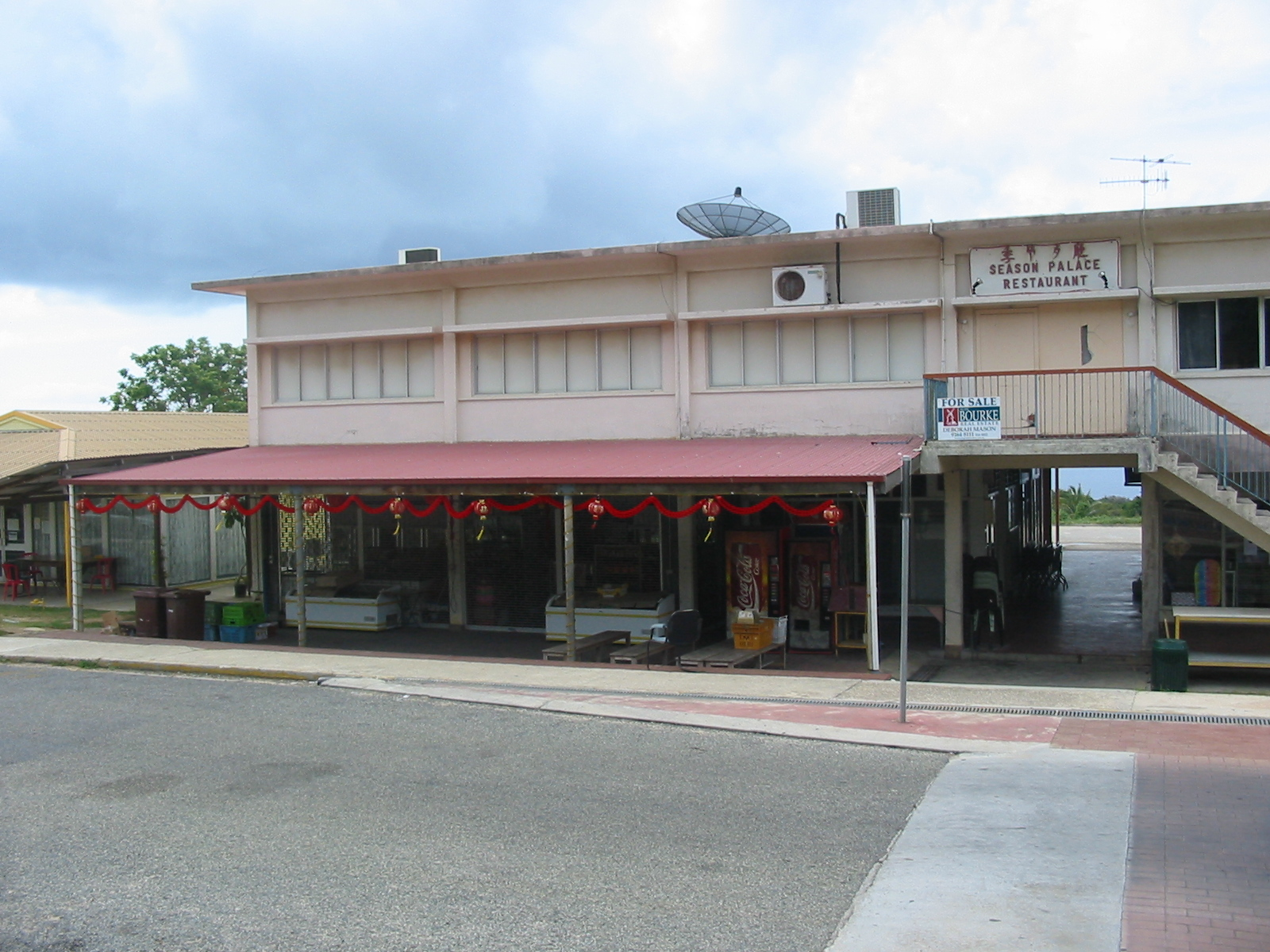
Restaurant in Poon San
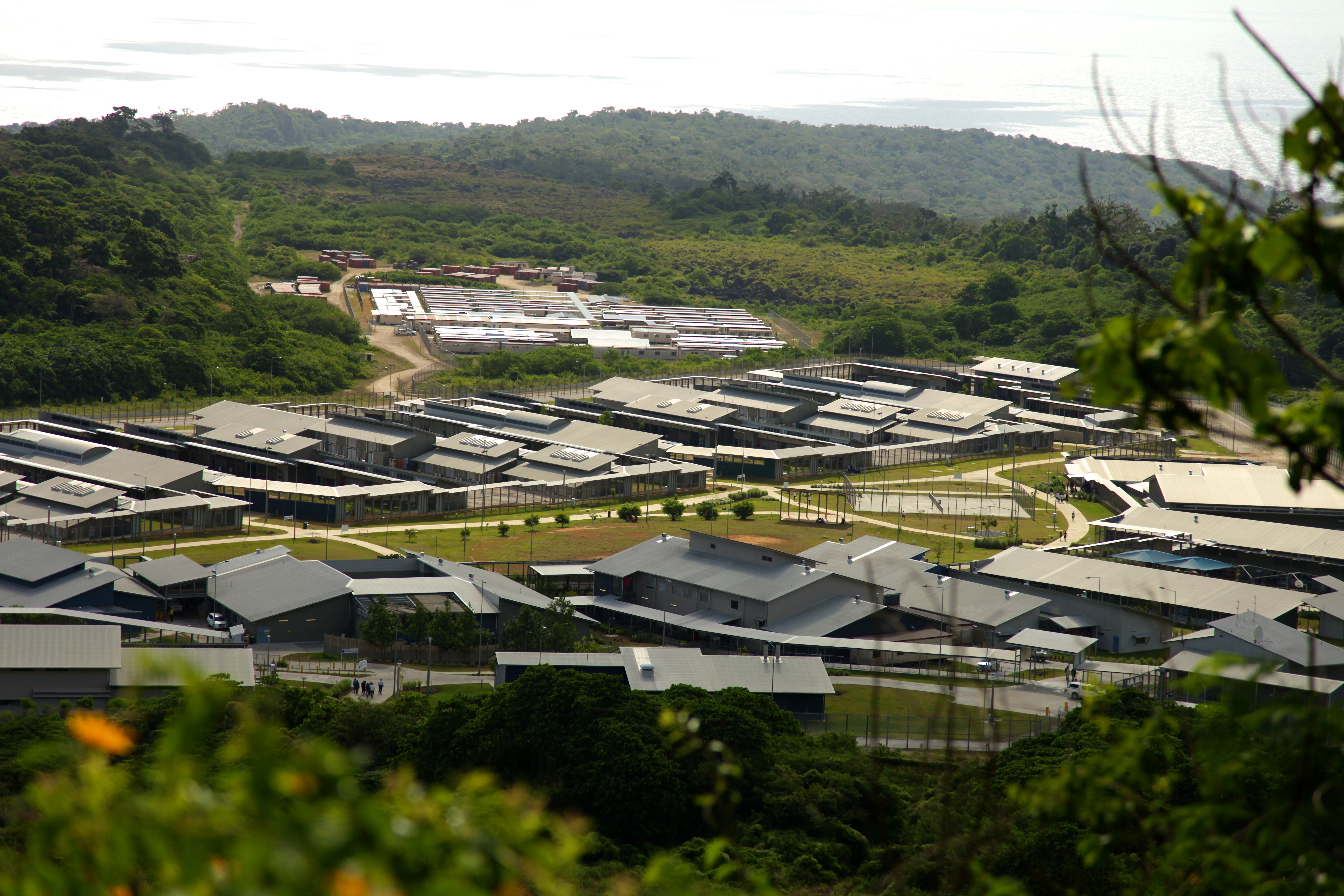
Immigration Detention Centre